# بیمارستان حکیم جرجانی گرگان
بیمارستان حکیم جرجانی گرگان واقع در استان گلستان، شهرستان گرگان بیمارستانی ۱۱۷ تخت خوابی است که در سال ۱۳۸۲ تأسیس شده‌است.

## امکانات
این بیمارستان دارای بخش‌های زنان و زایمان، ارولوژی، جراحی مغز و اعصاب، ENT، اطفال، جراحی مردان و جراحی عمومی زنان، CCU، مغز و اعصاب، ICU، اطفال، زایشگاه، اورژانس و سنگ‌شکن است همچنین دارای امکانات پاراکلینیکی رادیولوژی، سونوگرافی، سی‌تی‌اسکن، آندوسکوپی، کلونوسکوپی، هولترمانیتورینگ، اکوکاردیوگرافی، بینایی سنجی، ادیومتری، نوار قلب و فلورسکوپ است.